# Île San Pietro
L'île San Pietro est l'une des deux îles principales de l'archipel du Sulcis, situé au large de la péninsule de Sulcis, dans la province de Sardaigne du Sud, dans la partie sud-ouest de la Sardaigne. Elle couvre une superficie de 51 km2 (sixième île italienne) et a une population d'environ 6 500 habitants, principalement concentrés dans la localité de Carloforte, unique centre urbain de l'île.
Dans le cadre du Réseau Natura 2000, depuis le  19 juillet 2006, la zone protégée « Isola di San Pietro », d'une superficie de 92,74 km2, est inscrite dans la liste des sites d'importance communautaire pour la région biogéographique méditerranéenne et comporte comme principaux habitats prioritaires des dunes avec forêts de Pinus pinea et/ou  de Pinus pinaster ainsi que des herbiers de Posidonia oceanica.

## Géographie
L'île San Pietro est une île d'origine volcanique. Les 18 km de côtes de l'île sont pour la plupart rocheuses. Dans l'ouest et au nord, il y a des grottes, des criques, des falaises et quelques « piscines » naturelles et de minuscules plages. La côte occidentale forme une barrière face à la mer ; elle est dominée par le phare de Capo Sandalo. La côte est, où se trouve le port de Carloforte, est basse, plate et sablonneuse.
Au large de la côte nord se trouvent deux petites îles, l'île Ratti et l'Île Piana. Sur la seconde, plus grande, se trouvent les bâtiments d'une ancienne conserverie de thon, qui était la plus importante de Sardaigne, maintenant transformée en un village résidentiel et touristique.
L'île n'a pas de rivières ou de cours d'eau, mais possède toutefois, de nombreux étangs et marais. Le relief à l'intérieur de l'île est collinaire, les collines les plus élevées sont le Mont Guardia dei Mori, point culminant de l'île (211 m)  et le Mont Tortoriso (208 m).
La végétation est typique du maquis : cistes, pistachiers lentisques, arbousiers, genévriers, ces derniers formant souvent des arbres. Nombreux sont les bois de pins d'Alep et les zones étendues couvertes de chênes verts.
L'île est parsemée de petits vergers et de petits vignobles dont l'exploitation est uniquement familiale, en particulier dans les régions les plus protégées (à l'est). Les fruits les plus largement cultivés sont ceux de la vigne (Vitis vinifera), avec différents cépages, dont l'un autochtone (Ramungiò), ceux du figuier et du figuier de Barbarie.
Sont également présents quelques rares spécimens botaniques endémiques.

## Histoire

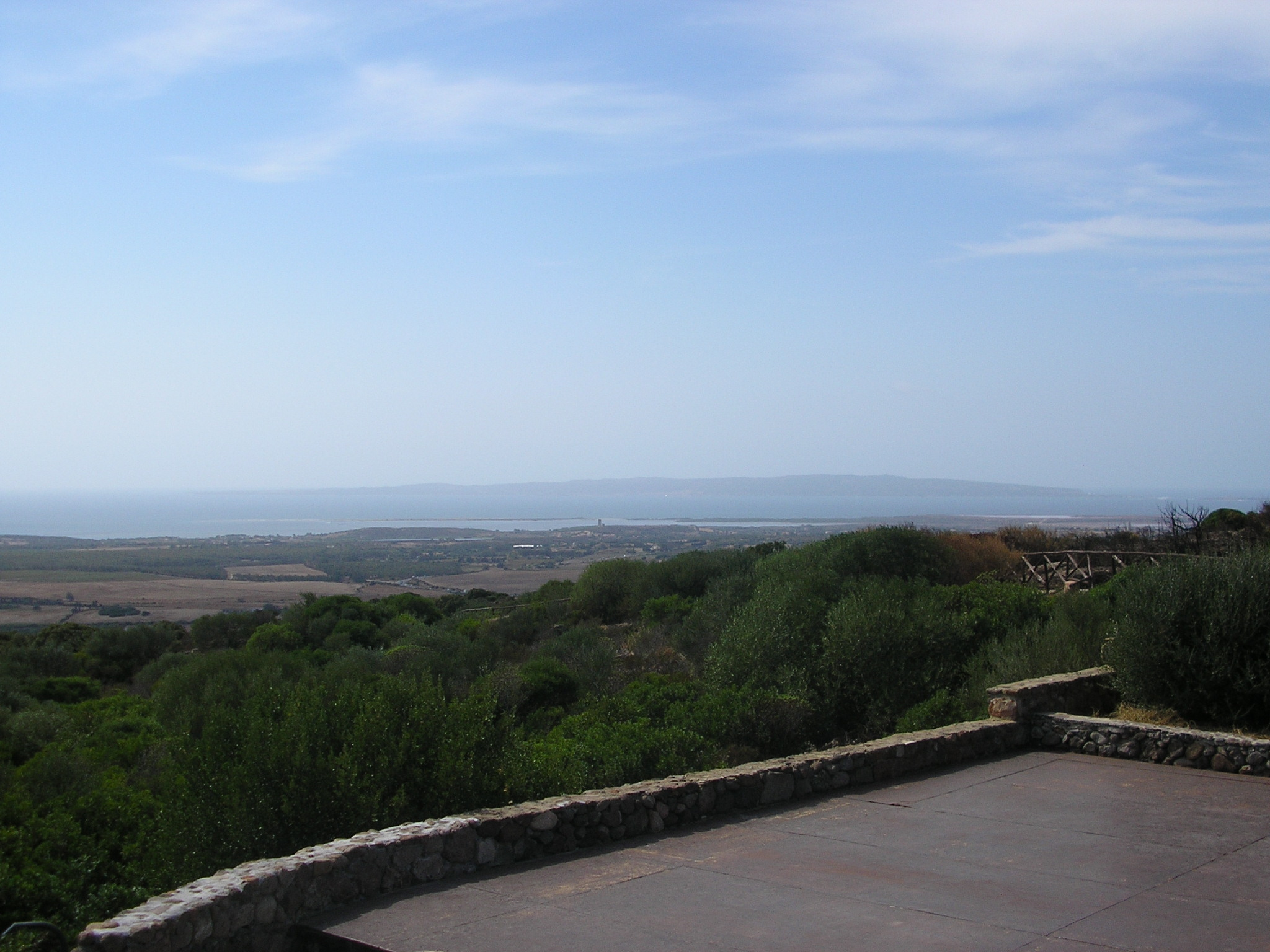
Une vue de l'île depuis le Mont Sirai

L'île est connue depuis l'Antiquité phénicienne sous le nom d' Enosim ou Inosim. Pour les Grecs, elle était Hieracon Nesos et les Romains l'appelaient Accipitrum Insula (l'île des Faucons).
Le nom romain découle de la présence d'un petit faucon migrateur (Faucon d'Éléonore), qui est présent et se reproduit dans une nombreuse colonie, soigneusement protégée, sur les abruptes falaises côtières inaccessibles.
La légende prétend que l'île reçut en l'an 46 la visite de l'apôtre Pierre et que c'est de là qu'elle tire son nom actuel.
Dans l'histoire récente, l'île — alors inhabitée, mais dotée de discrets vestiges phéniciens, romains, et sardes (tombes, ruines), similaires à ceux de l'île contiguë de Sant'Antioco et de la côte sarde, attestant d'une présence humaine fort ancienne — fut colonisée, au milieu du XVIIIe siècle par une population de langue et d'origine ligure (Pegli et Gênes) chassée en 1741 par l'action militaire du bey de Tunis de Tabarka, petite île tunisienne, où avaient été débarquées, en 1542, près de trois cents familles originaires de Pegli à l'invitation des Lomellini, noble famille génoise qui avait obtenu de Charles Quint la concession de ce petit territoire afin de pratiquer la pêche du corail et le commerce en général.
Les descendants de ces colons constituent l'essentiel de la population actuelle de l'île San Pietro, qui parle une langue dans laquelle prévalent de fortes racines génoises, avec des accents qui remontent aux siècles précédents, reconnaissable malgré quelques mélanges avec le sarde, plus que tabarquines. L'île est jumelée avec celle de Tabarca en Espagne, également peuplée de réfugiés tabarquins.
La fondation de la ville de Carloforte (Fort de Charles) sur l'île San Pietro a été dédiée au roi Charles Emmanuel III, promoteur de la colonisation, le nom de l'île étant dû à la foi religieuse de la population.

## Nature
L'environnement naturel de San Pietro fournit presque un résumé de la Sardaigne : des zones de collines recouvertes de bois, des étangs, des marais salants et du maquis méditerranéen. Le littoral, baigné par une mer d'un vert bleu, est formé de falaises dont la couleur varie, allant de l'ocre au rouge cuivre, mêlant le blanc et le gris du basalte, dans lequel la mer a creusé de surprenantes grottes. Avec les falaises alternent de tranquilles plages de sable clair.

## Climat

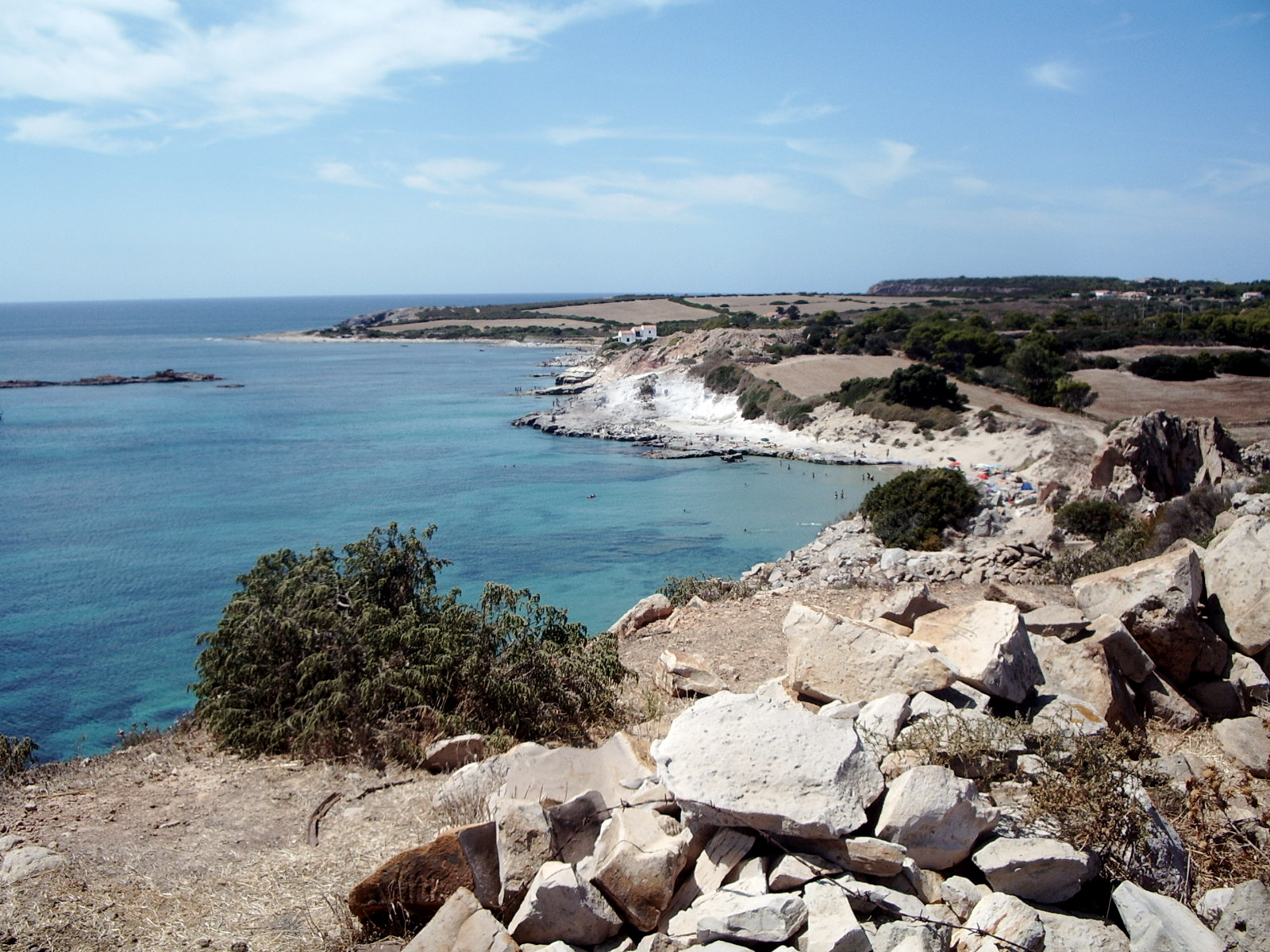
Plage dans le Sud de l'île San Pietro

Le climat est tempéré-chaud. Les vents dominants sont les suivants: le mistral dans le nord-ouest et le sirocco dans le sud-est.
Le climat est frais et humide en hiver, mais par contre très chaud, ensoleillé et sec en été.
Le climat marin ventilé modère un peu les températures maximales.
Le mistral, en particulier, est le plus fréquent et souvent le plus violent : lors de fortes tempêtes hivernales, il lui arrive de souffler du nord-ouest avec des rafales à plus de 100 km/h, frappant la côte extérieure de l'île, et contraignant parfois à suspendre la ligne de ferry entre Carloforte et Portovesme, tandis que celle entre Carloforte et Calasetta, moins exposée au vent, reste en activité, malgré certains inconvénients pour les passagers, résidents ou non. Au cours de l'été, outre les deux lignes régulières, existe un service supplémentaire, qui fonctionne la nuit.
La ville de Carloforte est située dans une position abritée (côté est) et n'est pas particulièrement touchée par les tempêtes hivernales.
Le port de Carloforte, très bien équipé, avec des installations pour le sport et les loisirs, est vaste, confortable et bien protégé.
La moyenne annuelle des précipitations est de 400 mm pour 85 jours, relativement faible.